# Hans Dieter Schmidt (Schriftsteller)
Hans Dieter Schmidt (* 29. September 1930 in Adelsheim; † 18. Februar 2005 in Wertheim) war ein deutscher Gymnasiallehrer und Schriftsteller.

## Leben
Hans Dieter Schmidt studierte Germanistik und Anglistik in Heidelberg. Von 1957 bis 1993 war er als Gymnasialprofessor am Dietrich-Bonhoeffer-Gymnasium in Wertheim tätig.

## Werke (Auswahl)
- Ansichten einer kleinen Stadt: Wertheim. Ein Hörbild. Historischer Verein, Wertheim 1978.
- Ein Bildnis der Luise E. Echter-Verlag, Würzburg 1978.
- Melusine und schwarze Wasser. Eine poetische Reise durch das Taubertal. Buchheim-Verlag, Wertheim 1980.
- Den schönen Fluss hinunter. Eine poetische Mainreise von Volkach nach Aschaffenburg. Buchheim-Verlag, Wertheim 1984.
- Wege in Franken. Gedichte. Frankonia-Verlag, Wertheim 1985.
- Schöne Tage hierzulande: Erzählungen. Frankonia-Verlag, Wertheim 1988.
- Fränkisches Tagebuch: Aufzeichnungen und Gedichte. Frankonia-Verlag, Wertheim 1990.

Quelle:

## Auszeichnungen und Ehrungen
- Georg-Mackensen-Förderpreis für die beste deutsche Kurzgeschichte 1973.
- Dauthendey-Medaille 1979.
- Kulturpreis der Stadt Wertheim
- Bundesverdienstkreuz